# Letter to You (singolo)
Letter to You è un singolo del cantautore statunitense Bruce Springsteen pubblicato il 10 settembre 2020 come primo estratto dal suo ventesimo album in studio Letter to You.

## Critica
La canzone ha ricevuto elogi dalla critica. Kory Grow di Rolling Stone colloca la canzone come parte di una tradizione nella scrittura di canzoni di Springsteen con la sua serietà e urgenza distintive, ma osserva che "Springsteen canta sull'esplorazione del suo io interiore senza divulgare veramente tutto ciò ... [e] Springsteen potrebbe non mai completamente rivelarsi, ma la canzone sembra ancora un'immagine completa a causa del modo in cui lui ed i suoi compagni di band si fidano di se stessi e l'un l'altro musicalmente ". Dylan Jones di GQ considera la canzone epica e usa la sua recensione come una panoramica della carriera di Springsteen combinando una forte narrazione nelle sue canzoni con i suoi cambiamenti nel genere musicale, inclusa "la vena papavero del suo lavoro recente". Sam Sodomsky di Pitchfork definisce la canzone "un sincero tributo a quei legami che legano", sottolineando come il lavoro di Springsteen con la E Street Band "sia il suo canale verso la trascendenza, la comunità e l'elevazione emotiva" e come queste qualità siano particolarmente necessarie ai giorni nostri.

## Tracce
1. Letter to You – 4:55